# Klasyfikacja medalowa Zimowych Igrzysk Olimpijskich 1968

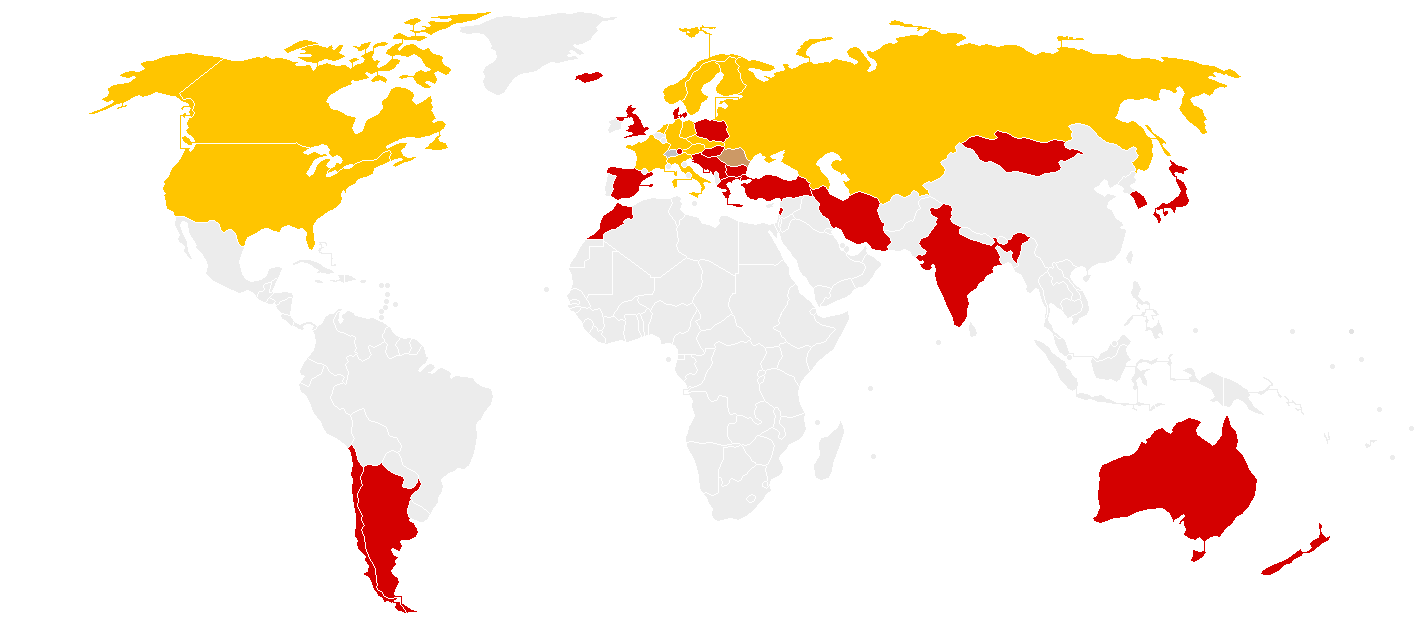
Państwa uczestniczące w Zimowych Igrzyskach Olimpijskich 1968
zdobywcy co najmniej jednego złotego medalu
zdobywcy co najmniej jednego srebrnego medalu
zdobywcy co najmniej jednego brązowego medalu
państwa bez medalu
państwa nieuczestniczące w igrzyskach

     zdobywcy co najmniej jednego złotego medalu
     zdobywcy co najmniej jednego srebrnego medalu
     zdobywcy co najmniej jednego brązowego medalu
     państwa bez medalu
     państwa nieuczestniczące w igrzyskach
Klasyfikacja medalowa Zimowych Igrzysk Olimpijskich 1968 – zestawienie państw, reprezentowanych przez narodowe komitety olimpijskie, uszeregowanych pod względem liczby zdobytych medali na X Zimowych Igrzyskach Olimpijskich w 1968 roku w Grenoble.
W ramach igrzysk olimpijskich w Grenoble rozegrano 35 konkurencji w 10 dyscyplinach sportowych. W porównaniu do poprzednich igrzysk, które przeprowadzono w Innsbrucku, do kalendarza olimpijskiego włączono jedną nową konkurencję – biathlonową sztafetę mężczyzn.
W zawodach olimpijskich uczestniczyło łącznie 1160 sportowców (949 mężczyzn i 211 kobiet) z 37 narodowych reprezentacji. Oznaczało to rekordową liczbę sportowców i reprezentacji uczestniczących w jednej edycji zimowych igrzysk olimpijskich. Po raz pierwszy w igrzyskach olimpijskich wystąpiły osobne reprezentacje Republiki Federalnej Niemiec i Niemieckiej Republiki Demokratycznej. Ponadto debiut w zimowych igrzyskach zaliczyła reprezentacja Maroka.
Medalistami w Grenoble zostali przedstawiciele 15 państw, natomiast 22 reprezentacje zakończyły udział w igrzyskach z zerowym dorobkiem medalowym. W klasyfikacji medalowej najlepsza była reprezentacja Norwegii z czternastoma medalami – sześcioma złotymi, sześcioma srebrnymi i dwoma brązowymi. Był to jednocześnie najlepszy występ olimpijski Norwegów od zimowych igrzysk w Oslo w 1952 roku. Po raz pierwszy od 16 lat zwycięzcą klasyfikacji medalowej nie została reprezentacja Związku Socjalistycznych Republik Radzieckich. Kraj ten, który zdobywał najwięcej medali na letnich i zimowych igrzyskach w latach 1956–1964, w Grenoble zajął drugie miejsce z dorobkiem trzynastu medali – pięciu złotych, pięciu srebrnych i trzech brązowych. Był to najsłabszy wynik medalowy ZSRR od początku startów tego kraju w letnich i zimowych igrzyskach olimpijskich.
Pierwszy w historii medal zimowych igrzysk olimpijskich dla Rumunii zdobyli bobsleiści Ion Panțuru i Nicolae Neagoe, brązowi medaliści w dwójkach mężczyzn. Pierwsze w historii złoto zimowych igrzysk dla swoich krajów wywalczyli: Jiří Raška dla Czechosłowacji w konkursie skoków narciarskich na normalnym obiekcie oraz Klaus Bonsack i Thomas Köhler dla NRD w saneczkarskich dwójkach mężczyzn.
Najlepszy występ w dotychczasowej historii startów w zimowych igrzyskach olimpijskich zaliczyli reprezentanci Francji. Był to jednocześnie najlepszy start olimpijski, wliczając w to letnie występy, od letnich igrzysk w Melbourne. Francuzi po raz czwarty pełnili rolę gospodarza igrzysk olimpijskich. W Grenoble osiągnęli najlepszy zimowy start w tej roli – lepszy niż w 1924 roku w Chamonix, jednak słabszy od letnich występów w Paryżu w 1900 i 1924 roku. Najlepszy zimowy start olimpijski uzyskali również sportowcy z Włoch. W Grenoble zdobyli cztery złote medale, a we wcześniejszych startach mieli na koncie najwyżej jedno złoto. Również dla Holendrów uzyskany w 1968 roku rezultat medalowy był najlepszym w ich dotychczasowych zimowych startach, a zarazem najlepszym osiągnięciem olimpijskim od Letnich Igrzysk Olimpijskich 1948.
Z kolei najsłabszy od 36 lat, czyli od igrzysk w Lake Placid, wynik medalowy w zimowych igrzyskach olimpijskich uzyskali reprezentanci Finlandii. Był to jednocześnie szósty olimpijski start Finów, w którym osiągnęli oni tylko jeden złoty medal. Spośród państw, które zdobyły medale na igrzyskach w Innsbrucku, w Grenoble medali nie wywalczyli reprezentanci Korei Północnej i Wielkiej Brytanii. Dla Brytyjczyków brak medalu oznaczał czwarty występ olimpijski bez medalu, po zimowych występach w Lake Placid, Cortina d’Ampezzo i Squaw Valley. Z kolei Koreańczycy w ogóle nie wysłali reprezentacji na igrzyska w Grenoble.
W Grenoble 29 sportowców zdobyło więcej niż jeden medal olimpijski, a 22 spośród nich przynajmniej raz wywalczyło złoto. Najbardziej utytułowanym zawodnikiem został alpejczyk Jean-Claude Killy z trzema złotymi medalami na koncie. Drugie miejsce w indywidualnej klasyfikacji medalowej zajęła Toini Gustafsson, która zdobyła dwa złote i jeden srebrny medal, a na trzecim miejscu sklasyfikowano czterech zawodników z dwoma złotymi medalami – Ole Ellefsætera, Haralda Grønningena, Eugenio Montiego i Luciano De Paolisa. Monti dzięki tym medalom został najbardziej utytułowanym bobsleistą w historii igrzysk olimpijskich – jako pierwszy sześciokrotnie w swojej karierze stanął na podium olimpijskim.

## Klasyfikacja państw
Poniższa tabela przedstawia klasyfikację medalową państw, które zdobyły medale na Zimowych Igrzyskach Olimpijskich 1968 w Grenoble, sporządzoną na podstawie oficjalnych raportów Międzynarodowego Komitetu Olimpijskiego. Klasyfikacja posortowana jest najpierw według liczby osiągniętych medali złotych, następnie srebrnych, a na końcu brązowych. W przypadku, gdy dwa kraje zdobyły tę samą liczbę medali wszystkich kolorów, o kolejności zdecydował porządek alfabetyczny.
| Miejsce | Państwo        | Złoto | Srebro | Brąz | Razem |
| ------- | -------------- | ----- | ------ | ---- | ----- |
| 1.      | Norwegia       | 6     | 6      | 2    | 14    |
| 2.      | ZSRR           | 5     | 5      | 3    | 13    |
| 3.      | Francja        | 4     | 3      | 2    | 9     |
| 4.      | Włochy         | 4     | –      | –    | 4     |
| 5.      | Austria        | 3     | 4      | 4    | 11    |
| 6.      | Holandia       | 3     | 3      | 3    | 9     |
| 7.      | Szwecja        | 3     | 2      | 3    | 8     |
| 8.      | RFN            | 2     | 2      | 3    | 7     |
| 9.      | USA            | 1     | 5      | 1    | 7     |
| 10.     | Finlandia      | 1     | 2      | 2    | 5     |
| 10.     | NRD            | 1     | 2      | 2    | 5     |
| 12.     | Czechosłowacja | 1     | 2      | 1    | 4     |
| 13.     | Kanada         | 1     | 1      | 1    | 3     |
| 14.     | Szwajcaria     | –     | 2      | 4    | 6     |
| 15.     | Rumunia        | –     | –      | 1    | 1     |
| Razem   | Razem          | 35    | 39     | 32   | 106   |

## Klasyfikacje według dyscyplin

### Biathlon
Podczas igrzysk w Grenoble po raz pierwszy rozegrano rywalizację olimpijską w biathlonowych sztafetach. W konkurencji tej, przetestowanej po raz pierwszy w ramach Mistrzostw Świata w Biathlonie 1966, wzięły udział czteroosobowe zespoły. Każdy z zawodników miał do pokonania 7,5 km biegu oraz do oddania po dwie serie strzałów. Ponadto, podobnie jak podczas igrzysk w Innsbrucku, przeprowadzono zawody indywidualne na 20 km.
Pierwszymi mistrzami olimpijskimi w sztafecie zostali reprezentanci Związku Radzieckiego. Srebrny medal zdobyli Norwegowie, a brązowy Szwedzi. Trzech zawodników z biegu indywidualnego, dzięki medalom w sztafetach, zostało multimedalistami igrzysk. Magnar Solberg i Aleksandr Tichonow wywalczyli po jednym złotym i jednym srebrnym medalu, a Władimir Gundarcew został złotym i brązowym medalistą. Złoty medalista w biegu indywidualnym, Magnar Solberg, był jednym z dwóch zawodników (drugim był Rumun Constantin Carabela), którzy ani razu nie spudłowali na strzelaniu.
W obu konkurencjach czwarte miejsce zajęli reprezentanci Polski – w biegu indywidualnym Stanisław Szczepaniak przegrał brązowy medal o 29,4 s, a w biegu sztafetowym polski zespół stracił do brązowych medalistów niecałe 3 min.
| Miejsce | Państwo  | Złoto | Srebro | Brąz | Razem |
| ------- | -------- | ----- | ------ | ---- | ----- |
| 1.      | ZSRR     | 1     | 1      | 1    | 3     |
| 2.      | Norwegia | 1     | 1      | –    | 2     |
| 3.      | Szwecja  | –     | –      | 1    | 1     |
| Razem   | Razem    | 2     | 2      | 2    | 6     |

### Biegi narciarskie
Tak samo jak podczas igrzysk w Innsbrucku, w Grenoble rozegrano siedem konkurencji biegowych – pięć biegów indywidualnych (trzy wśród mężczyzn i dwa wśród kobiet) oraz dwa biegi sztafetowe.
Najwięcej medali zdobyli reprezentanci Norwegii, którzy zwyciężyli w obu biegach sztafetowych, a ponadto wywalczyli dwa złote, dwa srebrne i jeden brązowy medal w konkurencjach indywidualnych. Indywidualnie najbardziej utytułowaną zawodniczką została jednak Szwedka Toini Gustafsson, w dorobku której znalazły się dwa złote medale (w obu biegach indywidualnych) i jeden srebrny. Trzykrotnie na podium olimpijskim stanął także Eero Mäntyranta, który zdobył jeden srebrny i dwa brązowe medale. Po dwa tytuły mistrza olimpijskiego zdobyli Ole Ellefsæter i Harald Grønningen. Ponadto multimedalistami igrzysk zostali: Odd Martinsen i Berit Mørdre (oboje złoto i srebro), Inger Aufles (złoto i brąz), Gunnar Larsson i Galina Kułakowa (srebro i brąz) oraz Alewtina Kołczina (dwa razy brąz).
Zwycięzca biegu na 30 km mężczyzn, Franco Nones został pierwszym w historii włoskim medalistą olimpijskim w narciarstwie klasycznym.
| Miejsce | Państwo    | Złoto | Srebro | Brąz | Razem |
| ------- | ---------- | ----- | ------ | ---- | ----- |
| 1.      | Norwegia   | 4     | 2      | 1    | 7     |
| 2.      | Szwecja    | 2     | 2      | 1    | 5     |
| 3.      | Włochy     | 1     | –      | –    | 1     |
| 4.      | ZSRR       | –     | 2      | 2    | 4     |
| 5.      | Finlandia  | –     | 1      | 2    | 3     |
| 6.      | Szwajcaria | –     | –      | 1    | 1     |
| Razem   | Razem      | 7     | 7      | 7    | 21    |

### Bobsleje
Na igrzyskach w Grenoble, niezmiennie od poprzednich igrzysk, w kalendarzu olimpijskim znalazły się dwie konkurencje bobslejowe – dwójki i czwórki mężczyzn. Zawody w Grenoble odbywały się w złych warunkach atmosferycznych z uwagi na odwilż. Dlatego też w konkurencji czwórek, by uniknąć odwołania zawodów, przeprowadzono po dwa przejazdy zamiast planowanych czterech.
Złote medale w obu konkurencjach zdobyli reprezentanci Włoch. Dwukrotnymi mistrzami olimpijskimi zostali Eugenio Monti i Luciano De Paolis. Tym samym zostali oni pierwszymi bobsleistami w historii, którzy zdobyli dwa złote medale olimpijskie podczas jednych igrzysk. Monti, na koncie którego były wcześniej zdobyte dwa srebrne medale w Cortina d’Ampezzo oraz dwa brązowe w Innsbrucku, został najbardziej utytułowanym bobsleistą w historii igrzysk olimpijskich. Po starcie w Grenoble zakończył sportową karierę.
Zdobyty przez Iona Panțuru i Nicolae Neagoe brązowy medal w bobslejowych dwójkach był pierwszym medalem zdobytym dla Rumunii w historii ich startów w zimowych igrzyskach olimpijskich.
| Miejsce | Państwo    | Złoto | Srebro | Brąz | Razem |
| ------- | ---------- | ----- | ------ | ---- | ----- |
| 1.      | Włochy     | 2     | –      | –    | 2     |
| 2.      | Austria    | –     | 1      | –    | 1     |
| 2.      | RFN        | –     | 1      | –    | 1     |
| 4.      | Rumunia    | –     | –      | 1    | 1     |
| 4.      | Szwajcaria | –     | –      | 1    | 1     |
| Razem   | Razem      | 2     | 2      | 2    | 6     |

### Hokej na lodzie
W kalendarzu igrzysk w Grenoble, niezmiennie od poprzednich igrzysk, znalazł się turniej olimpijski mężczyzn w hokeju na lodzie. Turniej ten był ostatnim, za który przyznawano jednocześnie tytuł mistrza olimpijskiego i mistrza świata.
Złoty medal olimpijski z igrzysk w Innsbrucku obronili hokeiści ze Związku Radzieckiego. Jednocześnie jako druga drużyna w historii, po Kanadzie w latach 1920–1932, zdobyli szósty z rzędu tytuł mistrzów świata w hokeju na lodzie. Srebrny medal w Grenoble zdobył zespół z Czechosłowacji, a brązowy – z Kanady.
| Miejsce | Państwo        | Złoto | Srebro | Brąz | Razem |
| ------- | -------------- | ----- | ------ | ---- | ----- |
| 1.      | ZSRR           | 1     | –      | –    | 1     |
| 2.      | Czechosłowacja | –     | 1      | –    | 1     |
| 3.      | Kanada         | –     | –      | 1    | 1     |
| Razem   | Razem          | 1     | 1      | 1    | 3     |

### Kombinacja norweska
Na igrzyskach w 1968 roku, tak samo jak podczas poprzednich igrzysk, przeprowadzono jeden konkurs indywidualny w kombinacji norweskiej. Niezmienna pozostała formuła zawodów. Każdy z zawodników oddał po trzy skoki na normalnym obiekcie, z których do noty wliczane były dwie najlepsze próby. Dystans biegu narciarskiego wynosił wciąż 15 km.
Mistrzem olimpijskim został reprezentant RFN, Franz Keller. Został w ten sposób drugim medalistą olimpijskim dla swojego kraju w dwuboju klasycznym (na poprzednich dwóch igrzyskach medale zdobył Georg Thoma). Pierwsze medale w tej dyscyplinie dla swoich krajów wywalczyli również pozostali dwaj medaliści: Alois Kälin dla Szwajcarii i Andreas Kunz dla NRD.
| Miejsce | Państwo    | Złoto | Srebro | Brąz | Razem |
| ------- | ---------- | ----- | ------ | ---- | ----- |
| 1.      | RFN        | 1     | –      | –    | 1     |
| 2.      | Szwajcaria | –     | 1      | –    | 1     |
| 3.      | NRD        | –     | –      | 1    | 1     |
| Razem   | Razem      | 1     | 1      | 1    | 3     |

### Łyżwiarstwo figurowe
W kalendarzu olimpijskim, bez zmian w porównaniu do poprzednich igrzysk, znalazły się trzy konkurencje w łyżwiarstwie figurowym – konkursy solistów, solistek i par sportowych. Zmianę wprowadzono w konkursie par sportowych, w którym każda para musiała zaprezentować dwa programy – krótki i dowolny.
Tytuł mistrzów olimpijskich w konkursie par obronili zwycięzcy z Innsbrucka – Ludmiła Biełousowa i Oleg Protopopow. W tym konkursie srebrny medal zdobyła inna para radziecka. Dwa medale (złoty i srebrny) w łyżwiarstwie figurowym wywalczyli również Amerykanie. Pozostałe reprezentacje zakończyły igrzyska z najwyżej jednym medalem.
| Miejsce | Państwo        | Złoto | Srebro | Brąz | Razem |
| ------- | -------------- | ----- | ------ | ---- | ----- |
| 1.      | USA            | 1     | 1      | –    | 2     |
| 1.      | ZSRR           | 1     | 1      | –    | 2     |
| 3.      | Austria        | 1     | –      | –    | 1     |
| 4.      | NRD            | –     | 1      | –    | 1     |
| 5.      | Czechosłowacja | –     | –      | 1    | 1     |
| 5.      | Francja        | –     | –      | 1    | 1     |
| 5.      | RFN            | –     | –      | 1    | 1     |
| Razem   | Razem          | 3     | 3      | 3    | 9     |

### Łyżwiarstwo szybkie
Rywalizacja olimpijska panczenistów i panczenistek w 1968 roku składała się z tych samych konkurencji, co cztery lata wcześniej. Rozegrano łącznie osiem biegów – cztery wśród mężczyzn i cztery wśród kobiet.
W przeciwieństwie do poprzednich igrzysk, kiedy wszystkie złote medale zdobyła Lidija Skoblikowa, w Grenoble żaden z zawodników nie zdominował rywalizacji olimpijskiej. W każdej konkurencji, zarówno wśród kobiet, jak i mężczyzn, triumfował inny sportowiec. Mistrzami olimpijskimi zostali reprezentanci sześciu państw. Holendrzy trzykrotnie zdobyli złoto i jako jedyni mieli więcej niż jednego swojego reprezentanta na najwyższym stopniu podium olimpijskiego.
Siedmioro zawodników zdobyło w Grenoble po dwa medale olimpijskie. Po jednym złotym i jednym srebrnym medalu zdobyli Kees Verkerk, Fred Anton Maier, Ludmiła Titowa, Carry Geijssen i Kaija Mustonen. Ponadto multimedalistkami zostały: Dianne Holum (srebro i brąz) i Stien Baas-Kaiser (dwa razy brąz).
W trzech konkurencjach przyznano więcej niż jeden srebrny medal. W biegu mężczyzn na 500 m taki sam rezultat, dający drugie miejsce, osiągnęli Terry McDermott i Magne Thomassen. Również dwóch zawodników zdobyło srebro w biegu mężczyzn na 1500 m, w którym ex aequo drugie miejsce zajęli Ivar Eriksen i Ard Schenk. Z kolei w biegu na 500 m kobiet na drugim miejscu z takim samym czasem znalazły się trzy zawodniczki, reprezentantki Stanów Zjednoczonych – Jenny Fish, Dianne Holum i Mary Meyers. We wszystkich tych biegach nie przyznano brązowych medali. Taka sytuacja, że w jednej konkurencji przyznano trzy srebrne medale, zdarzyła się po raz trzeci w historii. Wcześniej dwukrotnie przyznano po trzy srebrne medale w biegu mężczyzn na 500 m – wydarzyło się to w 1948 i 1964 roku. W pozostałych konkurencjach nigdy nie wystąpił taki przypadek.
| Miejsce | Państwo   | Złoto | Srebro | Brąz | Razem |
| ------- | --------- | ----- | ------ | ---- | ----- |
| 1.      | Holandia  | 3     | 3      | 3    | 9     |
| 2.      | Norwegia  | 1     | 3      | –    | 4     |
| 3.      | Finlandia | 1     | 1      | –    | 2     |
| 3.      | ZSRR      | 1     | 1      | –    | 2     |
| 5.      | Szwecja   | 1     | –      | 1    | 2     |
| 6.      | RFN       | 1     | –      | –    | 1     |
| 7.      | USA       | –     | 4      | 1    | 5     |
| Razem   | Razem     | 8     | 12     | 5    | 25    |

### Narciarstwo alpejskie
Konkurencje alpejskie rozgrywane na igrzyskach w Grenoble były takie same jak podczas poprzednich igrzysk – przeprowadzono rywalizację olimpijską w zjeździe, slalomie i slalomie gigant kobiet i mężczyzn. W dalszym ciągu zawody te były jednocześnie mistrzostwami świata w narciarstwie alpejskim, w ramach których rozegrano w Grenoble również zawody w kombinacji.
Zawody olimpijskie w Grenoble, podobnie jak poprzednie mistrzostwa świata w Portillo, zdominowali reprezentanci Francji. W każdej konkurencji zdobyli przynajmniej jeden medal. We wszystkich trzech konkurencjach mężczyzn triumf odniósł Jean-Claude Killy i wyrównał w ten sposób osiągnięcie Toniego Sailera z 1956 roku, zdobywając trzy złota podczas jednych igrzysk. Killy zwyciężył również w mistrzostwach w kombinacji, które nie były wliczane do igrzysk olimpijskich. Wśród kobiet najbardziej utytułowaną zawodniczką została Kanadyjka Nancy Greene, która zdobyła złoto i srebro olimpijskie, a ponadto została mistrzynią świata w kombinacji. Dwukrotnie na podium olimpijskim stanęła także Annie Famose, srebrna i brązowa medalistka.
W slalomie mężczyzn początkowo zwycięzcą zawodów ogłoszony został Karl Schranz. Austriak w swoim drugim przejeździe ominął jedną z bramek. Uzyskał zgodę na powtórzenie swojej próby z uwagi na to, że podczas jego przejazdu przez trasę przechodził policjant. Osiągnięty przez Schranza rezultat dawał mu pierwsze miejsce, jednak ekipa francuska złożyła protest do trybunału apelacyjnego. Po rozpoznaniu sprawy trybunał uznał, że ominięcie bramki nastąpiło wskutek błędu zawodnika, a nie w związku z obecnością policjanta, którego Austriak prawdopodobnie wcale nie widział.
| Miejsce | Państwo    | Złoto | Srebro | Brąz | Razem |
| ------- | ---------- | ----- | ------ | ---- | ----- |
| 1.      | Francja    | 4     | 3      | 1    | 8     |
| 2.      | Austria    | 1     | 1      | 3    | 5     |
| 3.      | Kanada     | 1     | 1      | –    | 2     |
| 4.      | Szwajcaria | –     | 1      | 2    | 3     |
| Razem   | Razem      | 6     | 6      | 6    | 18    |

### Saneczkarstwo
W Grenoble, tak samo jak cztery lata wcześniej, przeprowadzono trzy konkurencje saneczkarskie – jedynki kobiet i mężczyzn oraz dwójki mężczyzn.
Trzech saneczkarzy zdobyło na tych igrzyskach po dwa medale – Manfred Schmid i Thomas Köhler wywalczyli po złotym i srebrnym medalu, a Klaus Bonsack zdobył złoto i brąz.
Zawody saneczkarskie, podobnie jak bobslejowe, odbyły się później niż pierwotnie planowano z uwagi na niekorzystne warunki atmosferyczne. Ponadto rywalizację jedynek kobiet i mężczyzn zakończono po trzecim przejeździe, czwarte w obu przypadkach zostały odwołane.
Rywalizacja olimpijska w jedynkach kobiet odbyła się w skandalu wokół zawodniczek z NRD. Po trzech przejazdach pierwsze miejsce zajmowała Ortrun Enderlein, na drugim plasowała się Anna-Maria Müller, a na czwartym Angela Knösel. Wszystkie trzy zawodniczki zostały jednak zdyskwalifikowane ze względu na to, że przed startem specjalnie podgrzewały płozy sanek, by uzyskać lepsze czasy przejazdów.
| Miejsce | Państwo | Złoto | Srebro | Brąz | Razem |
| ------- | ------- | ----- | ------ | ---- | ----- |
| 1.      | NRD     | 1     | 1      | 1    | 3     |
| 2.      | Austria | 1     | 1      | –    | 2     |
| 3.      | Włochy  | 1     | –      | –    | 1     |
| 4.      | RFN     | –     | 1      | 2    | 3     |
| Razem   | Razem   | 3     | 3      | 3    | 9     |

### Skoki narciarskie
Po raz drugi z rzędu, po igrzyskach w Innsbrucku, w Grenoble rozegrano dwie konkurencje w skokach narciarskich – zawody na dużej i normalnej skoczni. Zmianie uległa jednak formuła rozgrywania zawodów – w przeciwieństwie do rywalizacji w Innsbrucku, przeprowadzano po dwie serie konkursowe i oba skoki wliczane były do noty punktowej zawodnika, inaczej niż to było cztery lata wcześniej.
Najbardziej utytułowanym skoczkiem został Jiří Raška, w dorobku którego znalazł się złoty i srebrny medal. Został zatem trzecim zawodnikiem w historii, po Toralfie Enganie i Veikko Kankkonenie, który zdobył złoto i srebro w skokach narciarskich w trakcie jednych igrzysk. Jednocześnie Raška zdobył pierwszy w historii złoty medal zimowych igrzysk olimpijskich dla Czechosłowacji, a także drugi, po brązowym medalu Rudolfa Burkerta w 1928 roku, medal w skokach dla tego kraju. Pierwszy medal w skokach dla swojego kraju wywalczył także reprezentant ZSRR, Władimir Biełousow, mistrz olimpijski z dużego obiektu.
| Miejsce | Państwo        | Złoto | Srebro | Brąz | Razem |
| ------- | -------------- | ----- | ------ | ---- | ----- |
| 1.      | Czechosłowacja | 1     | 1      | –    | 2     |
| 2.      | ZSRR           | 1     | –      | –    | 1     |
| 3.      | Austria        | –     | 1      | 1    | 2     |
| 4.      | Norwegia       | –     | –      | 1    | 1     |
| Razem   | Razem          | 2     | 2      | 2    | 6     |

## Multimedaliści
29 sportowców zdobyło w Grenoble więcej niż jeden medal, a 22 spośród nich wywalczyło przynajmniej jedno złoto. Najwięcej – siedmioro – multimedalistów startowało w barwach Norwegii. Sześcioro z multimedalistów stawało na podium olimpijskim w biegach narciarskich, a pięcioro w łyżwiarstwie szybkim. Po trzech multimedalistów odnotowano w biathlonie i saneczkarstwie, po dwóch w bobslejach i narciarstwie alpejskim, a jednego w skokach narciarskich.
Najbardziej utytułowanym olimpijczykiem został narciarz alpejski, Jean-Claude Killy, w dorobku którego znalazły się trzy złote medale. Po trzy medale zdobyli również Toini Gustafsson (dwa złote i jeden srebrny) oraz Eero Mäntyranta (jeden srebrny i dwa brązowe).
Poniższa tabela przedstawia indywidualne zestawienie multimedalistów Zimowych Igrzysk Olimpijskich 1968, czyli zawodników i zawodniczek, którzy zdobyli więcej niż jeden medal olimpijski na tych igrzyskach, w tym przynajmniej jeden złoty.
| Miejsce | Zawodnik           | Państwo        | Dyscyplina            | Złoto | Srebro | Brąz | Razem |
| ------- | ------------------ | -------------- | --------------------- | ----- | ------ | ---- | ----- |
| 1.      | Jean-Claude Killy  | Francja        | narciarstwo alpejskie | 3     | –      | –    | 3     |
| 2.      | Toini Gustafsson   | Szwecja        | biegi narciarskie     | 2     | 1      | –    | 3     |
| 3.      | Ole Ellefsæter     | Norwegia       | biegi narciarskie     | 2     | –      | –    | 2     |
| 3.      | Harald Grønningen  | Norwegia       | biegi narciarskie     | 2     | –      | –    | 2     |
| 3.      | Eugenio Monti      | Włochy         | bobsleje              | 2     | –      | –    | 2     |
| 3.      | Luciano De Paolis  | Włochy         | bobsleje              | 2     | –      | –    | 2     |
| 7.      | Carry Geijssen     | Holandia       | łyżwiarstwo szybkie   | 1     | 1      | –    | 2     |
| 7.      | Nancy Greene       | Kanada         | narciarstwo alpejskie | 1     | 1      | –    | 2     |
| 7.      | Thomas Köhler      | NRD            | saneczkarstwo         | 1     | 1      | –    | 2     |
| 7.      | Fred Anton Maier   | Norwegia       | łyżwiarstwo szybkie   | 1     | 1      | –    | 2     |
| 7.      | Odd Martinsen      | Norwegia       | biegi narciarskie     | 1     | 1      | –    | 2     |
| 7.      | Berit Mørdre       | Norwegia       | biegi narciarskie     | 1     | 1      | –    | 2     |
| 7.      | Kaija Mustonen     | Finlandia      | łyżwiarstwo szybkie   | 1     | 1      | –    | 2     |
| 7.      | Jiří Raška         | Czechosłowacja | skoki narciarskie     | 1     | 1      | –    | 2     |
| 7.      | Manfred Schmid     | Austria        | saneczkarstwo         | 1     | 1      | –    | 2     |
| 7.      | Magnar Solberg     | Norwegia       | biathlon              | 1     | 1      | –    | 2     |
| 7.      | Aleksandr Tichonow | ZSRR           | biathlon              | 1     | 1      | –    | 2     |
| 7.      | Ludmiła Titowa     | ZSRR           | łyżwiarstwo szybkie   | 1     | 1      | –    | 2     |
| 7.      | Kees Verkerk       | Holandia       | łyżwiarstwo szybkie   | 1     | 1      | –    | 2     |
| 20.     | Inger Aufles       | Norwegia       | biegi narciarskie     | 1     | –      | 1    | 2     |
| 20.     | Klaus Bonsack      | NRD            | saneczkarstwo         | 1     | –      | 1    | 2     |
| 20.     | Władimir Gundarcew | ZSRR           | biathlon              | 1     | –      | 1    | 2     |